# Chute du Krak des Chevaliers
Croisade
Batailles
- Krak des Chevaliers
- Tripoli (2e)
- Tripoli (3e)
- Saint-Jean-d'Acre
- Ruad

La chute du Krak des Chevaliers est menée par les mamelouks de Baybars entre le 3 mars et le 7 avril 1271.

## Contexte
Le site se trouve dans la plaine de la Boquée, qui mène à Homs. Il est occupé en 1099 par Raymond de Saint-Gilles, lors de son action contre Jérusalem. C’est Tancrède de Hauteville qui s'en empare en 1110. En 1144, le Raymond II de Tripoli, comte de Tripoli, cède la forteresse à l’ordre de Saint-Jean de Jérusalem pour la somme de 600 besants d'or. Les Hospitaliers s'engagent à envoyer des patrouilles aux frontières du comté de Tripoli, en contrepartie du bas prix accordé par le comte.
En 1267, Baybars avait échoué à s'emparer de la forteresse. Avant de se tourner vers la forteresse du Krak, Baybars capture les fortifications de la région, il prend en février 1271 la forteresse templière de Chastel Blanc. Les 700 Templiers qui l’occupaient ont reçu l'ordre de se retirer vers le château de Tortose. Le 3 mars 1271, Baybars parvient à la forteresse du Krak des Chevaliers. Il est possible qu'avant l'arrivée de Baybars, ses troupes étaient déjà présentes devant la forteresse.

## Siège
Il existe trois retranscriptions de la chute du Krak des Chevaliers mais une seule, celle d'Izz al-Din Ibn Shaddad (en), est contemporaine des faits bien qu'il n'y était pas présent.
Dirigé par Jean de Villiers, futur grand maître de l'Ordre, les troupes hospitalières sont confiantes, ils pensent que la forteresse pouvait supporter ce siège, des dizaines de fois, la forteresse avait déjà subi un siège. Les paysans qui vivaient dans la région, à l'avancée des troupes de Baybars, ont fui vers le château pour se mettre en sécurité. Les Hospitaliers les ont confiné dans l'enceinte extérieure.
Dès que Baybars arrive, il commence à ériger des mangonneaux, les armes de siège puissantes qu'il tourne vers la forteresse. Suivant Ibn Shaddad, deux jours plus tard, la première ligne de défense est capturée par les assaillants ; il faisait probablement allusion à la partie inférieure des murs extérieurs du château. La pluie interrompt les opérations de siège, mais le 21 mars, est capturé un fort triangulaire, à l'extérieur, au sud du Krak des Chevaliers, peut-être protégé par une palissade en bois. Le 29 mars, la tour à l'angle sud-ouest, minée, s'effondre. L'armée de Baybars attaque par l'ouverture et tombe sur les paysans réfugiés dans la forteresse.
Bien que les fortifications extérieures et intérieures soient sous contrôle musulman, une partie de la garnison a été tuée, les Hospitaliers se retranchent dans la citadelle du château  et continuent à résister.

## Reddition
Après une accalmie de dix jours, les assiégeants transmettent une lettre à la garnison, soi-disant du grand maître Hugues Revel à Tripoli qui accorde l'autorisation de se rendre. Bien que la lettre soit un faux, la garnison capitule mais le sultan Baybars épargne la vie de ses membres.
Les nouveaux propriétaires du château ont entrepris des réparations qui ont porté principalement sur les murs extérieurs. La chapelle hospitalière a été convertie en mosquée et deux mihrab ont été ajoutés à l'intérieur de la forteresse.